# Karswald

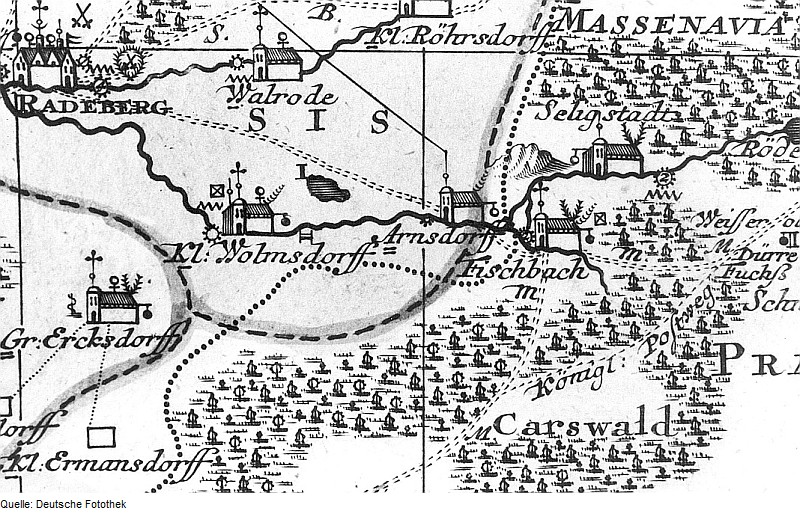
Der Karswald auf einer Karte aus der Mitte des 18. Jahrhunderts; im Nordosten die ursprünglich mit dem Karswald verbundene Massenei

Der Karswald ist ein mit Wiesen und sumpfigen Flächen durchzogenes Waldgebiet östlich der sächsischen Landeshauptstadt Dresden. Umgeben ist der ca. 1300 Hektar große Wald von den Ortschaften Fischbach, Arnsdorf, Kleinwolmsdorf, Großerkmannsdorf, Eschdorf, Dittersbach, Wilschdorf und Rennersdorf. Der Karswald umfasst die historischen Waldgebiete Fischbacher Holz, Großer und Kleiner Carswald, Kunzelwald, Harthe, Ober-, Mittel- und Niederbast, sowie Privatwälder.

## Geografie und Geologie
Der Karswald erstreckt sich über ein etwa 260 m ü. NN gelegenes Gelände, das fast ebene Formen mit nur sehr schwach geneigten Kuppen und Rücken aufweist. Die höchste Erhebung ist der Vogelberg in der Harthe mit 295 m. Geringe Einschneidungen der Schwarzen Röder und ihrer Nebenbäche formten bis zu zwei Meter tiefe Täler. Überschüssiges, besonders bei Starkregen anfallendes Oberflächenwasser wird in einem großzügig angelegten Grabensystem gesammelt. An mehreren Stellen trifft man auf bis zu zwei Meter hohe Dämme früherer Teiche, deren Böden mit Entwässerungssträngen durchzogen sind. Im Karswald sind viele Findlinge aus der letzten Eiszeit zu finden, wobei ein Teil beim Bau der Eisenbahnstrecke verwertet wurde. Die Böden des Waldes bestehen hauptsächlich aus Löss, Sand, Kies und Lehm. Teilweise sind Gebiete mit Granodiorit und Grauwacke vorhanden, vereinzelt ist auch Andesit zu finden. Im nördlichen Bereich gibt es weiterhin Niedermoorflächen.

## Geschichte

### Namensherkunft
Der Name Karswald ist auf das Adelsgeschlecht Karras zurückzuführen, das bereits im 13. Jahrhundert erwähnt wird. Ihnen gehörten um 1350 das Vorwerk Wilschdorf und die umgebenden Wälder.

### Verkehrswege

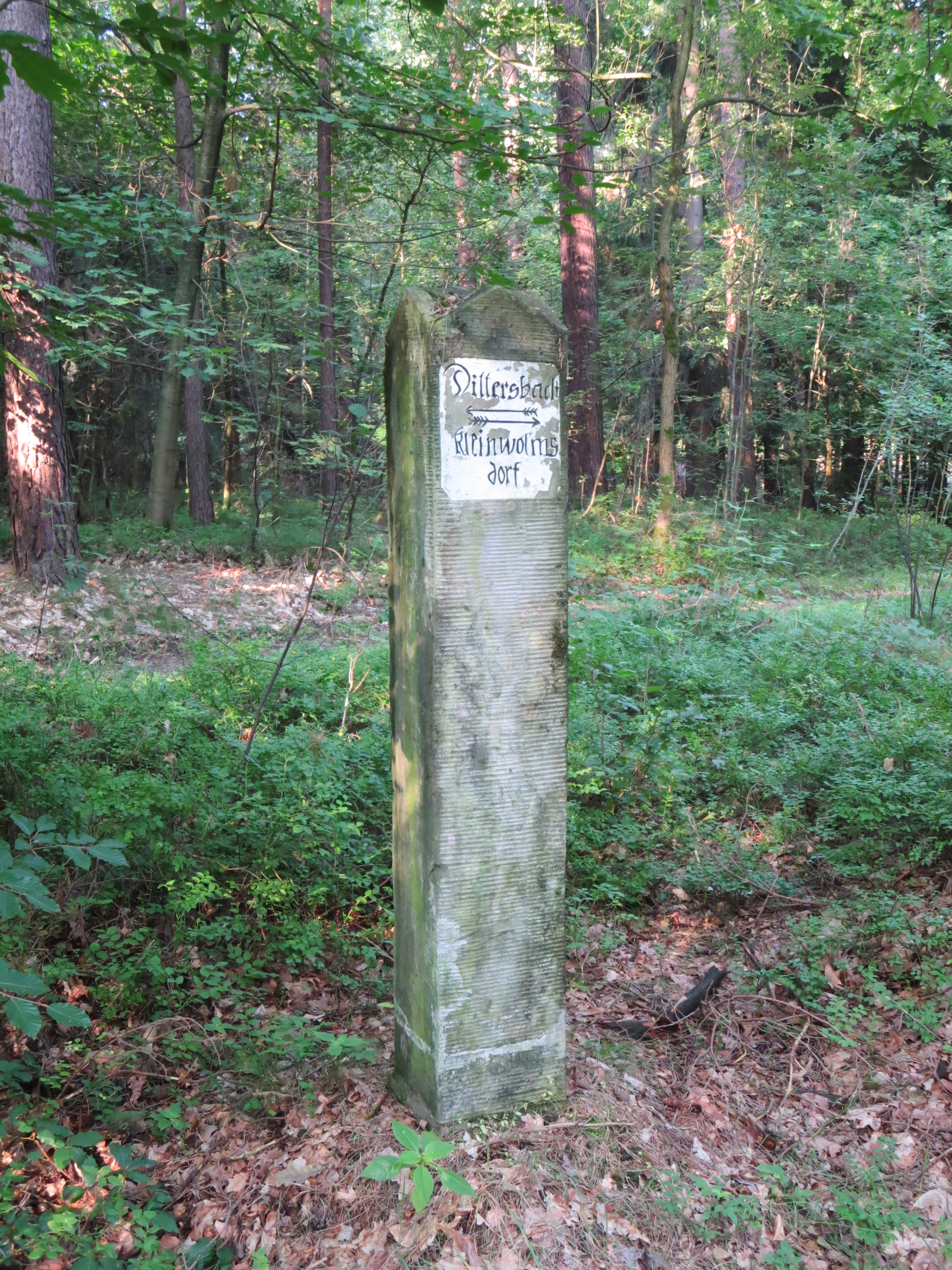
Wegsäule im Karswald

Durch das Waldgebiet führen drei alte Wegverbindungen. Die alte Dresden-Bautzner Poststraße, früher auch Budissiner Straße genannt, heute Bautzner Landstraße bzw. Bundesstraße 6, ist die Ost-West-Verbindung durch den Karswald. Der Bischofsweg, eine alte Wegverbindung zwischen dem Bischofssitz auf der Burg in Meißen und der Burg in Stolpen. Die alte Straße in die Lausitz, eine Verbindung zwischen Pirna und den Städten Pulsnitz, Kamenz und Bischofswerda.
Ein Zeugnis des intensiven Verkehrs durch den Karswald sind auch die alten Gasthäuser „Schenkhübel“ bei Rossendorf und „Schwarzes Ross“ bei Fischbach.
Die Bahnstrecke Kamenz-Pirna durchquert mit dem Streckenabschnitt Arnsdorf-Dürrröhrsdorf den Karswald. Der Abschnitt wurde zwischen 1872 und 1875 gebaut und hat das Bild des Karswaldes stark geprägt.

### Reinhardtswalde
Im Nordwesten des Karswaldes am „Bach von der Wolmsdorfer Hofewiese“, einem Zufluss der Schwarzen Röder, befindet sich die Wüstung Reinhardtswalde. Das Dorf wurde erstmalig 1517 urkundlich erwähnt, im Jahr 1819 jedoch bereits als „wüstes Dorf“ geführt.

### Zentralinstitut für Kernphysik & Siedlung Rossendorf
1957 wurde im Waldgebiet der Harthe das Rossendorfer Zentralinstitut für Kernphysik (ZfK) gegründet. Mittlerweile gehört die Großforschungseinrichtung zum Helmholtz-Zentrum und umfasst eine Fläche von 186 Hektar. Als 1956 die Bauarbeiten am ZfK begannen, wurden Unterkünfte für die Bauarbeiter benötigt, welche auf der gegenüberliegenden Straßenseite errichtet wurden. Nach Fertigstellung der Bauarbeiten wurde die Siedlung erweitert und diente als Wohnraum für die Mitarbeiter des Institutes.

### Ehemalige Dynamitfabrik

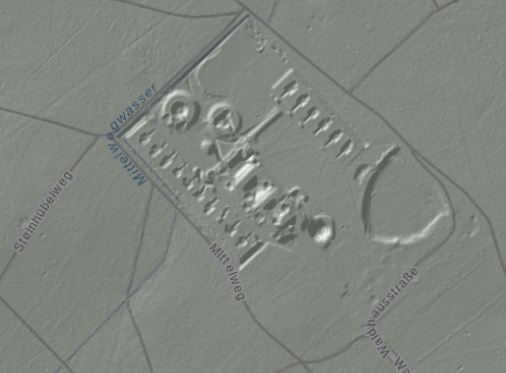
Reliefdarstellung des Geländes der ehemaligen Dynamitfabrik

Nordöstlich der Siedlung Rossendorf befinden sich die Erdwälle der ehemaligen Dynamitfabrik bei Radeberg. Sie wurde 1883 nach längeren politischen Debatten als eine der ersten Dynamitfabriken in Sachsen von der Dresdner Dynamitfabrik AG errichtet. Nach der Fusion mit der Freiberger Dynamitfabrik im Jahre 1885 war Gustav Aufschläger Direktor und Vorstand des Gesamtunternehmens. In den Folgejahren wurde die Produktion jedoch immer mehr nach Freiberg verlagert, sodass 1892 die Fabrik im Karswald nur noch als Vorhaltekapazität benötigt wurde. In den Jahren 1923 bis 1940 wurde das Gelände mit Wohnhaus und Laborgebäude an die Firma IBIS – Labor für biologisch-pharmazeutische Präparate verpachtet. Danach kaufte das Land Sachsen das Gelände für den Forst auf. In den nächsten Jahrzehnten wurden die Gebäude noch als Wohnheim für verschiedene Zwecke genutzt. Im Januar 2010 wurden die letzten Gebäude abgesissen und das Gelände wieder renaturiert. Lediglich die Erdwälle und vereinzelte bauliche Überreste zeugen heute noch von der Vergangenheit der etwa 2 Hektar großen Waldfläche.

## Nutzung

### Tourismus und Naherholung
Zahlreiche Wander- und Reitwege durchziehen den Karswald. Auch der sächsische Jakobsweg führt durch den Wald. Auf dem Gelände der ehemaligen Dynamitfabrik befindet sich eine Bogensportanlage. Der stillgelegte Eisenbahn Streckenabschnitt Arnsdorf-Dürrröhrsdorf wird als Draisinenstrecke genutzt.

### Kommerzielle Nutzung

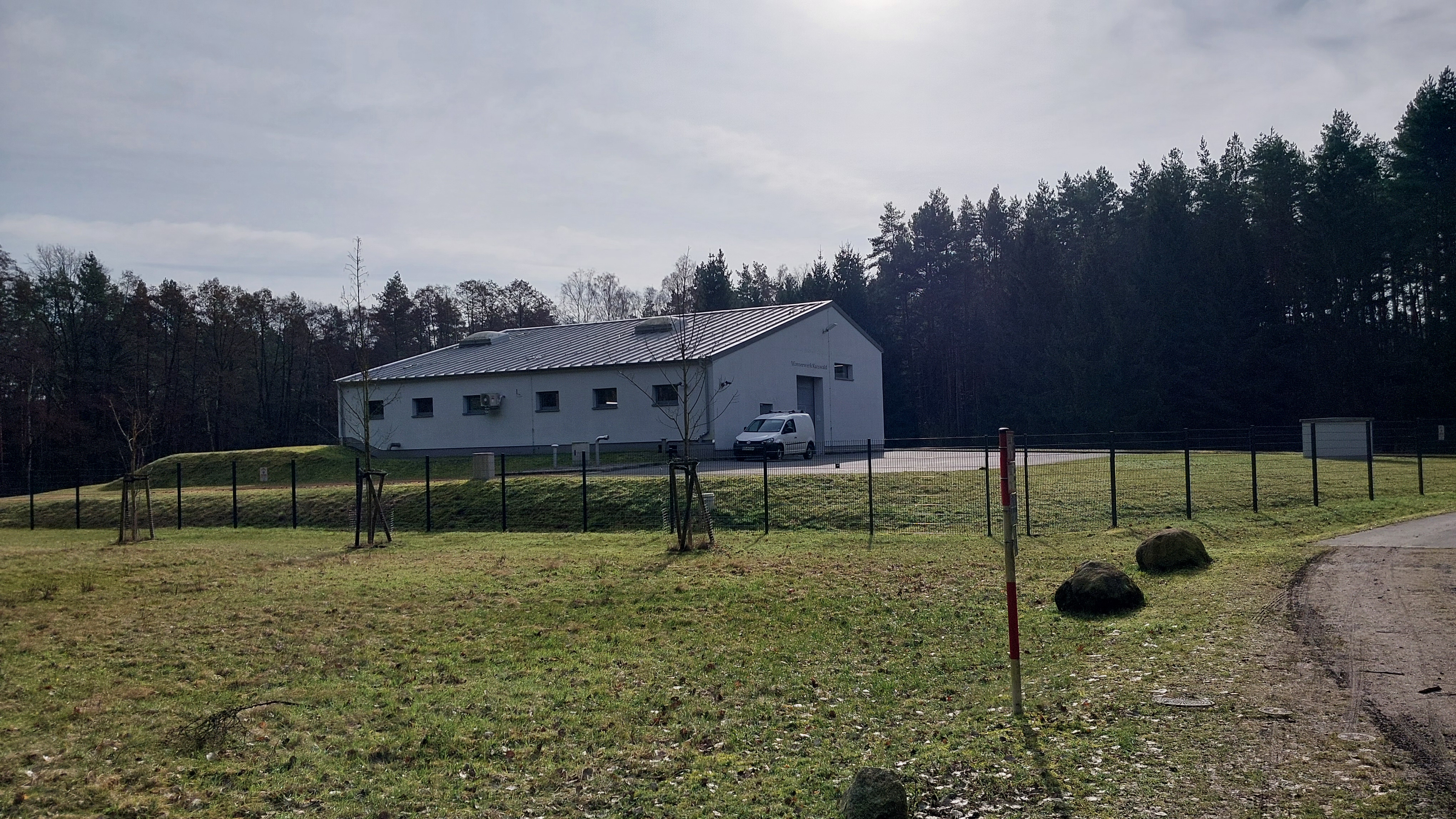
Wasserwerk im Karswald

Die forstwirtschaftliche Nutzung wird vom Revierförster in Fischbach betreut und nach Angaben auf Landkarten hat es früher auch einen Saugarten gegeben. In der Nähe des Helmholtz-Zentrums befindet sich die Kiesgrube Dittersbach und in der Vergangenheit wurde im Karswald auch Torf abgebaut. Im Karswald befinden sich die Quellen für das Brauwasser der Radeberger Exportbierbrauerei. Diese liefern ein besonders weiches und kalkarmes Wasser. Dazu ist um 1901 eine rund 7,5 km lange Wasserleitung vom Fischbacher Staatsforstrevier in das Radeberger Brauereigelände mit einem Kostenaufwand von 265.000 Mark gebaut worden. Das Wasserwerk wird vom Zweckverbandes Bischofswerda-RÖDERAUE betrieben.

## Gedenksteine
| Bild | Bezeichnung                    | Jahr      | Beschreibung | Lage  |
| ---- | ------------------------------ | --------- | --- | ----- |
|      | Tittmannstein                  | nach 1889 | Gedenkstein für Ernst Gustav Tittmann. Er befindet sich westlich von Fischbach etwas abseits vom Alleenweg. Tittmann war von 1859 bis 1889 Oberförster in Fischbach. Auf dem Granitfindling steht geschrieben: E. G. T. 1859–1889. | Karte |
|      | Richterstein                   | nach 1918 | Gedenkstein für den Forstanwärter Alfred Richter. Er befindet sich südwestlich von Fischbach, direkt an der Bundesstraße 6 und wenige Meter neben dem Jagdflügelweg. Auf dem Granitfindling steht geschrieben: Fürs Vaterland fiel bei Morisel in Frankreich 23.7.1918 Försterkandidat ALFRED RICHTER Lt. d. L. 8.\| 192.J.R. Sein Andenken in Ehren! | Karte |
|      | Mordstein                      | nach 1883 | Gedenkstein zur Erinnerung an die Ermordung des Schullwitzer Boten E. R. Schmidt. Er befindet sich südlich von Großerkmannsdorf am Mühlweg. Der Stein besteht aus Sandstein und wurde vermutlich aus alten Grabplatten erstellt, da noch Reste der ursprünglichen Beschriftungen vorhanden sind. Auf einer Metalltafel steht folgender Text. DURCH DIE HAND EINES RAUBMÖRDERS FAND HIER AM 5.MAI 1883 DER BOTE E.R.SCHMIDT AUS SCHULLWITZ DEN TOD * ÜBER DES ERSCHLAGENEN STÄTTE SCHWEBEN RÄCHENDE GEISTER UND LAUERN AUF DEN WIEDERKEHRENDEN MÖRDER GOETHE FAUST1 | Karte |
|      | Duellsteine                    | um 1813   | Bei der Steingruppe soll es sich nach Störzner und Sommerfeldt um eine Erinnerungsstätte an Freiherr Leberecht Dietrich von Rahden vom Königlich Preußischen Füsilierbataillon von Pelet handeln. Dieser verstarb an dem Ort am 28.02.1806 bei einem Duell mit Leutnant von Busse [vermutlich Maximilian von Busse]. Die Steingruppe steht am Ortsrand von Arnsdorf direkt am Mühlweg in der Nähe der Schwarzen Röder. | Karte |
|      | Leuschnerstein                 | nach 1889 | Gedenkstein für Friedrich Ludwig Leuschner. Er befindet sich südöstlich von Rossendorf in der Nähe der Hauptstraße. Auf dem Granitfindling steht geschrieben: 1824-1889 Fried. Ludwig LEUSCHNER Herrn auf Dittersbach zum Danke u. Gedächtniss | Karte |
|      | Grabstein der Familie Petzoldt | nach 1945 | Der Grabstein der Familie Petzoldt befindet sich nördlich von Helmsdorf in der Nähe des Bischofsweg. Alfred Felix Petzoldt war zur Zeit des Nationalsozialismus NSDAP-Ortsgruppenleiter in Helmsdorf. Zum Kriegsende wurde er, seine Frau und seine vier Kinder durch die Vorgehensweise der Roten Armee zum Freitot getrieben. Auf dem Grabstein steht geschrieben: Hier ruhet Fam. Petzoldt Mai 1945Auf einer Holztafel neben dem Grabstein ist weiter zu lesen: PETZOLDT Alfred Frieda 1903 ᛉ 1907 19 Reiner 31 Wolfgang 32 Ingrid 19 Roland 33 ᛣ Mai 1945 ᛣ    | Karte |
|      | Grabstein der Familie Ulbricht | nach 1945 | Der Grabstein der Familie Ulbricht befindet sich nördlich von Helmsdorf in der Nähe des Bischofsweg. Ernst Otto Ulbricht war zur Zeit des Nationalsozialismus Bezirksbauernführer in Helmsdorf. Zum Kriegsende wurde er und seine Frau durch die Vorgehensweise der Roten Armee zum Freitot getrieben. Auf dem Grabstein steht geschrieben: Ernst Otto Ulbricht ᛉ 9.10.1883 ᛣ 11.5.1945 AlmaLina Ulbricht geb. Steglich ᛉ 1.5.1890 ᛣ 11.5.1945 | Karte |
|      | Ottenstein                     | um 2015   | Gedenkstein für Jürgen Otte. Er befindet sich westlich von Fischbach direkt am Alleenweg. Otte war von 1989 bis 2015 Oberförster in Fischbach. Auf dem Granitfindling steht geschrieben: Herr Oberförster Jürgen Otte Sächsischer Revierförster zu Fischbach 1989 - 2015 | Karte |